# Rouquette (Dordogne)
Pour les articles homonymes, voir Rouquette.
Cet article concerne l'ancienne commune de Dordogne intégrée à Eymet. Pour celle qui est intégrée à Port-Sainte-Foy-et-Ponchapt, voir La Rouquette (Dordogne).
Rouquette est une ancienne commune française, située en Bergeracois dans le sud-ouest du département de la Dordogne, et qui a existé depuis la fin du XVIIIe siècle jusqu'en 1970. Depuis 1971, elle est intégrée à la commune d'Eymet.

## Histoire
D'abord rattachée à Eymet, Rouquette est une commune française créée pendant le Directoire.
Le 1er janvier 1971, elle fusionne avec celle d'Eymet.

## Démographie
| 1800 | 1806 | 1821 | 1831 | 1836 | 1841 | 1846 |
| ---- | ---- | ---- | ---- | ---- | ---- | ---- |
| 370  | 414  | 451  | 468  | 528  | 547  | 535  |

| 1851 | 1856 | 1861 | 1866 | 1872 | 1876 | 1881 |
| ---- | ---- | ---- | ---- | ---- | ---- | ---- |
| 537  | 520  | 518  | 522  | 515  | 514  | 515  |

| 1886 | 1891 | 1896 | 1901 | 1906 | 1911 | 1921 |
| ---- | ---- | ---- | ---- | ---- | ---- | ---- |
| 518  | 523  | 524  | 506  | 503  | 521  | 444  |

| 1926 | 1931 | 1936 | 1946 | 1954 | 1962 | 1968 |
| ---- | ---- | ---- | ---- | ---- | ---- | ---- |
| 456  | 522  | 540  | 531  | 583  | 603  | 716  |

## Galerie de photos

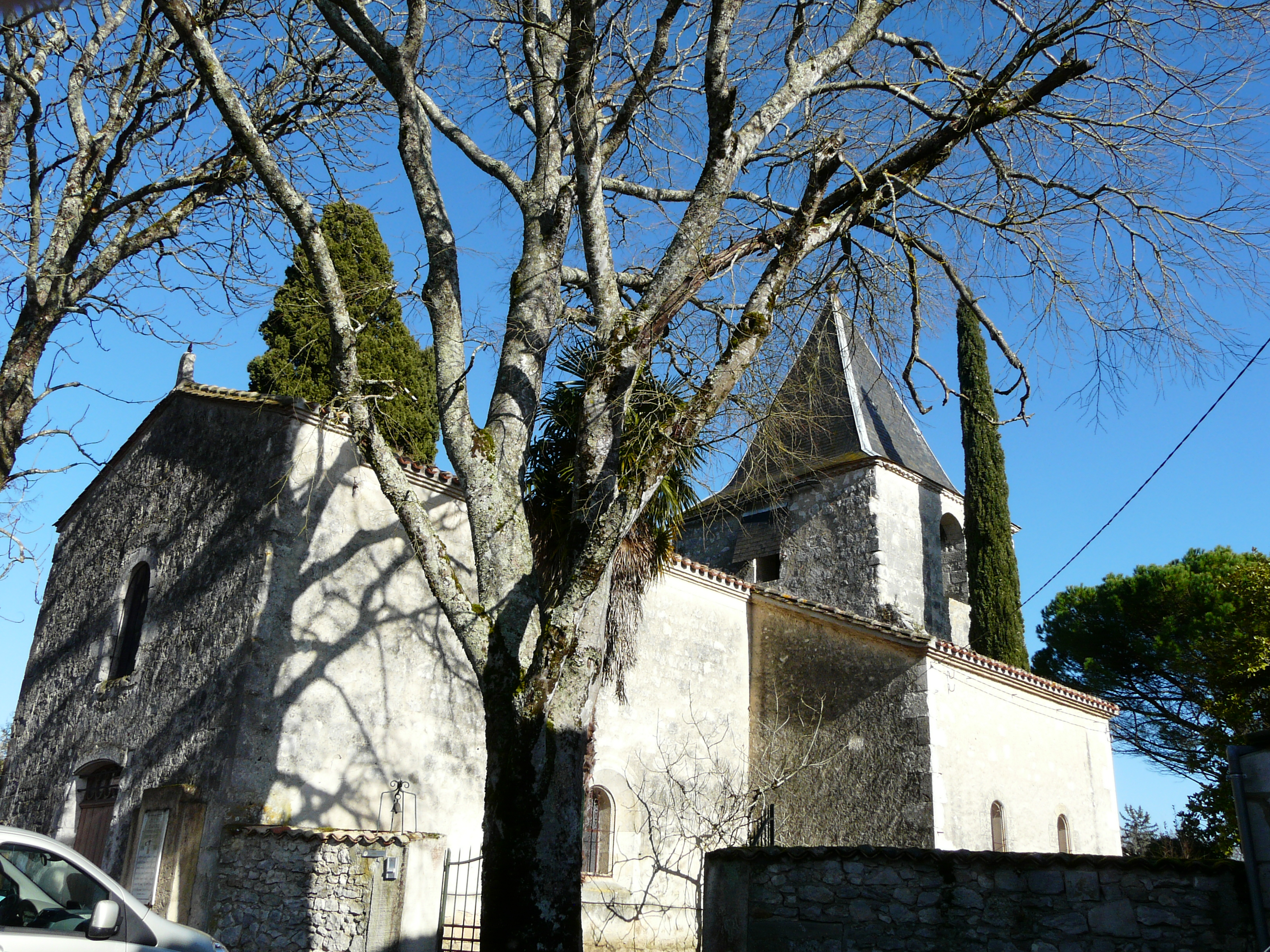
L'église Saint-Martin.
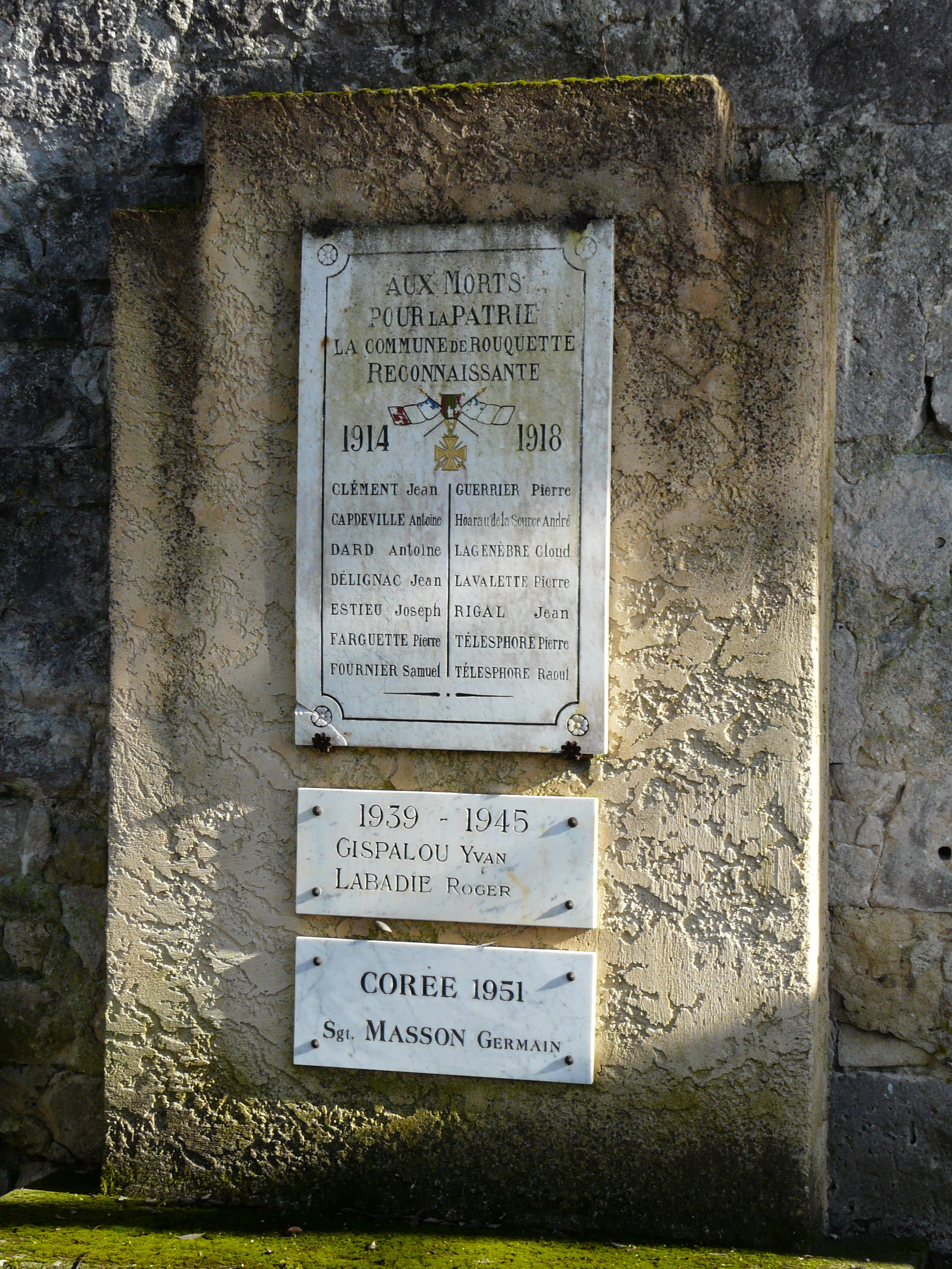
Mémorial à l'extérieur de l'église.
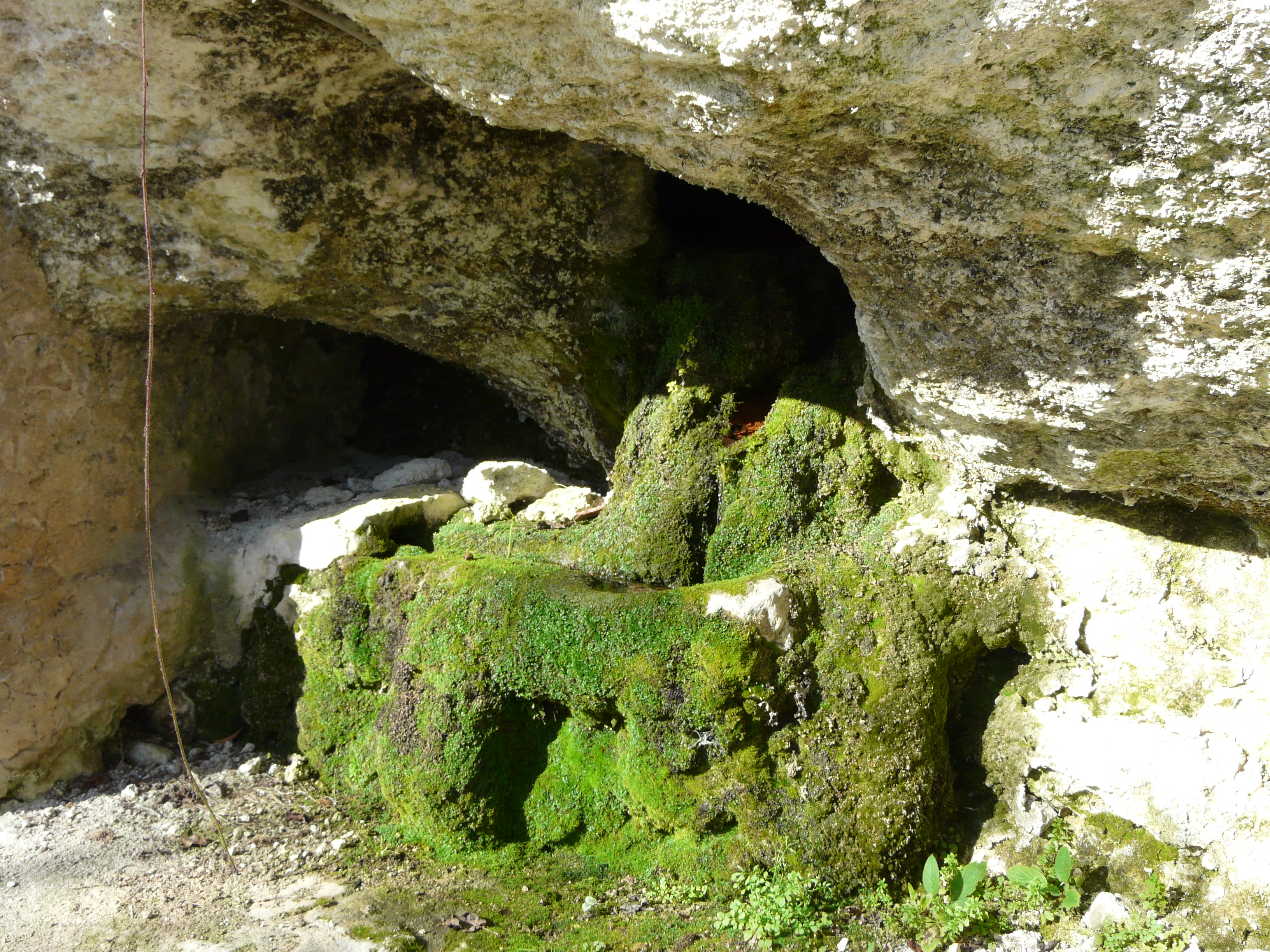
Le touron (source troglodytique) de Rouquette.
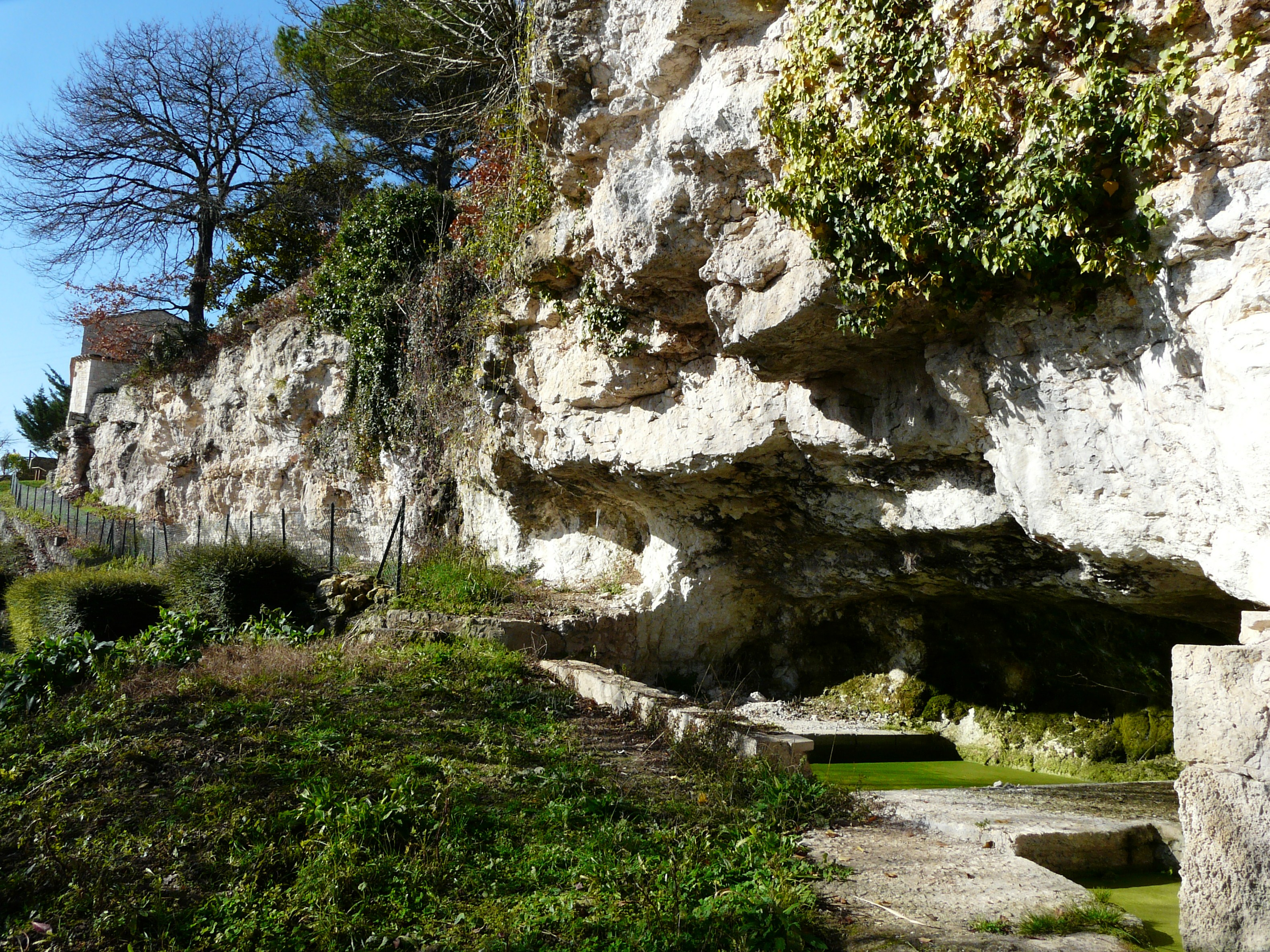
Le site du touron.